# Fernsehturm Zhengzhou
Der Fernsehturm Zhengzhou (auch: Henan Province Radio & Television Tower) ist ein Fernsehturm im chinesischen Zhengzhou. Grundsteinlegung des Turms war am 27. Dezember 2006; die Fertigstellung erfolgte 2010. Er wurde im Februar 2011 für den Publikumsverkehr geöffnet. Seit seiner Eröffnung ist er der zehnthöchste Fernsehturm der Welt, der fünfthöchste in China und der höchste rein aus Stahl errichtete Turm der Erde.

## Beschreibung
Eine architektonische Besonderheit ist die taillierte  Form des Turmschafts. Der Schaft wird von einem zentralen Kern gebildet, um den sich röhrenartige Konstruktionselemente ranken. Der Bau des Fernsehturms war Teil eines groß angelegten Stadtbauprojektes unter Beteiligung des japanischen Architekten Kishō Kurokawa. Der Turmkorb weist eine amorphe Form auf, die aus mehreren zusammengesetzten Kegel bestehen, die nach oben hin auseinander streben und die verglasten Plattformen bilden. Die Glasflächen werden immer wieder von goldenen Fassadenteilen unterbrochen. Im dritten und vierten Geschoss des Turmkorbs befindet sich mit 18 Meter Höhe, 164 Meter Länge und einer Oberfläche von 3012 Quadratmetern das vom Guinness-Buch der Rekorde anerkannte größte Panoramagemälde der Welt. Die Spitze bildet ein als Antennen verwendeter Stahlfachwerkmast, der sich direkt vom Dach des Turmkorbs erhebt.
Der Turm beansprucht ein Gelände von 141 Hektar und weist eine Fläche von 58.000 Quadratmetern auf. Er ist darauf ausgelegt bis zu 36 Radio- und Fernsehprogramme in einem Umkreis von 120 Kilometern auszustrahlen.